# Ян Блокгюйсен
Ян Блокгюйсен (нід. Jan Blokhuijsen, 1 квітня 1989) — ковзаняр з Нідерландів, олімпійський чемпіон. Чемпіон світу в командній гонці (2012). Бронзовий призер Олімпійських ігор у Ванкувері в командній гонці, двічі бронзовий призер чемпіонатів світу, дворазовий срібний призер чемпіонату Європи.
Золоту олімпійську медаль та звання олімпійського чемпіона Блокгюйсен виборов на Іграх 2014 року в Сочі в командній гонці на 5000 м у складі збірної Нідерландів.

## Біографія
Спочатку бігав як на ковзанах, так і на роликах, де перемагав у юніорських змаганнях у Нідерландах і в Європі. Пізніше сконцентрувався на ковзанярському спорті.
У 2008 році виграв чемпіонат світу серед юніорів.
На Олімпіаді у Ванкувері зайняв 9-е місце на дистанції 5000 м і став бронзовим призером в командній гонці спільно зі Свеном Крамером, Марком Тейтертом та Симоном Кейперсом. У забігу за 3-є місце команда Нідерландів встановила олімпійський рекорд.
Через рік у 2011 році став срібним призером чемпіонату Європи (програв Івану Скобрєву) та бронзовим призером чемпіонату світу в класичному багатоборстві. На чемпіонаті світу з окремих дистанцій в Інцеллі зайняв третє місце в командній гонці.
У 2012 році знову став срібним призером чемпіонату Європи (поступився Свену Крамеру), став другим на чемпіонаті світу в класичному багатоборстві та чемпіоном світу в командній гонці, разом з Куном Вервеем та Свеном Крамером.
У 2013 році втретє поспіль взяв срібло чемпіонату Європи. На чемпіонаті світу виступив менш вдало (11 місце), як з'ясувалося пізніше, спад відбувся через кишкову інфекцію (інфекційний мононуклеоз). У березні 2013, після конфлікту з тренером Герардом Кемкерсом оголосив про відхід з команди TVM, в якій він кілька років тренувався разом зі Свеном Крамером, після закінчення сезону.
Навчається в Університеті Гронінгена.